# Gundungurra

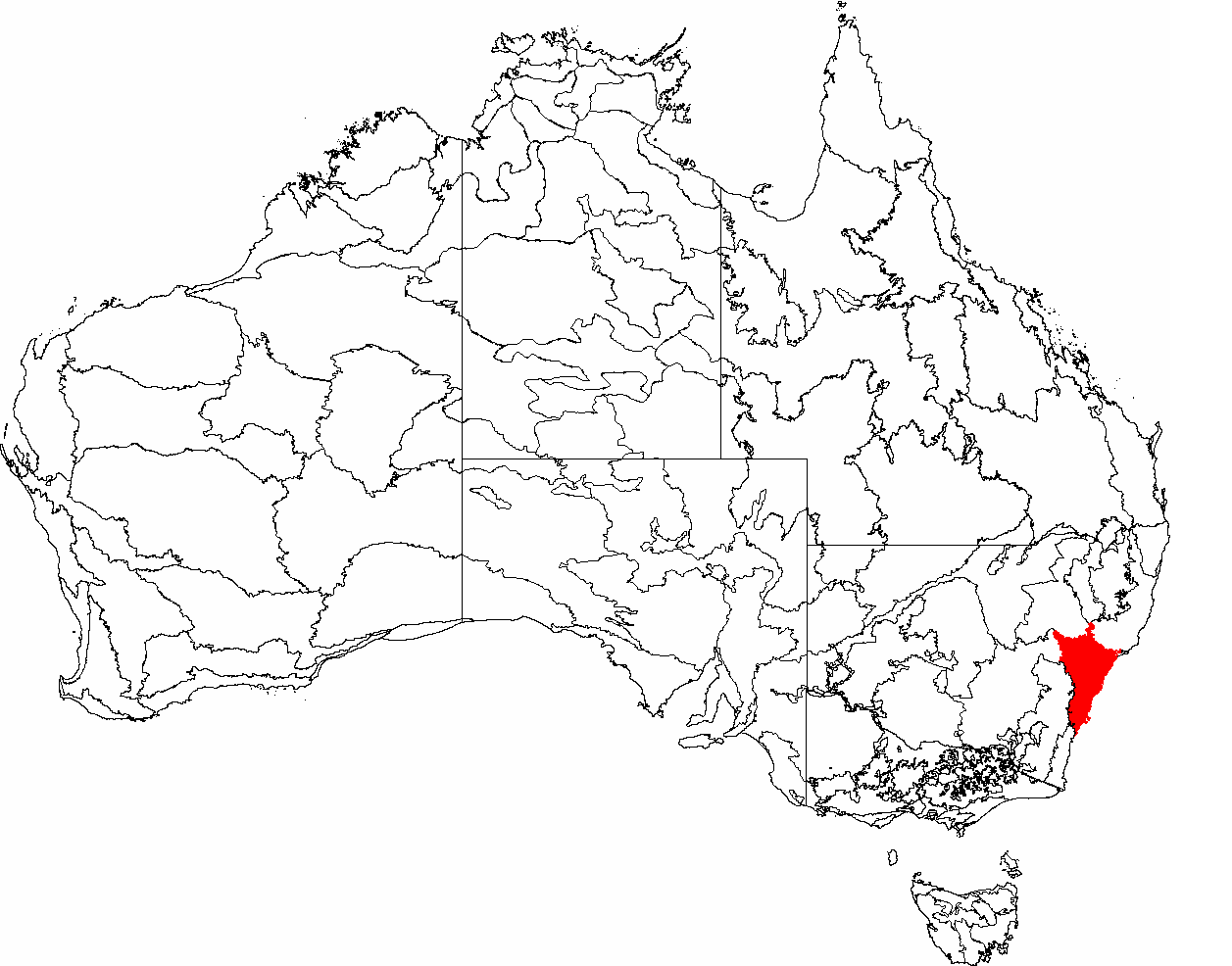
La localisation de ce peuple

Les Gundungurras (appelés aussi Gundangaras ou Gundungaras) sont un clan d'Aborigènes vivant dans le sud-est de la Nouvelle-Galles du Sud, en Australie. Leurs terres traditionnelles comprennent l'actuelle ville de Goulburn et les Hautes Terres du sud.

## Localisation
Les Gandangaras vivaient dans le sud-est de la Nouvelle-Galles du Sud depuis la rivière Nepean jusqu'au lac George, au contact des peuples Dharug, Tharawal, Yuin, Ngunawal et Wiradjuri.
Norman Tindale parle de leur territoire de la façon suivante :

« À Goulburn et à Berrima ; de l'Hawkesbury River (à Wollondilly) à Camden. Feld semble avoir enregistré leurs derniers mouvements migratoires plutôt que les limites d'origine de leur tribu. Leur nom reprend les termes tribaux signifiant « ouest » et « est ». »

## Histoire
En 1802, l'explorateur Francis Barrallier rencontra les Gundungaras alors qu'il se déplaçait dans les "Cowpastures" au sud-ouest de Sydney. Barrallier nota dans son journal que les Gundungaras "construisent des cabanes pour les étrangers qu'ils souhaitent recevoir comme des amis".
En 1816, quatorze Gundungaras ont été tués près de Appin par les troupes envoyées par le gouverneur Macquarie durant les expéditions punitives chargées de capturer et de tuer des aborigènes en représailles à certaines attaques lancées entre 1814 et 1816. Les Gundungaras tués n'étaient probablement pas impliqués dans des attaques antérieures,.
En 1828, il y eut quelques échanges entre l'arpenteur général, Thomas Mitchell, et les Gandarangaras, près de Mittagong. Mitchell devait superviser la construction de routes. Les Gandarangaras auraient composé un petit morceau de musique humoristique au sujet de la construction de la route (peut-être avec les gestes associés). Il semble ne pas avoir compris la nécessité de construire une route juste pour rendre visite à des parents. Les Gandarangaras ont également servi de guides pour Mitchell à l'époque.
Les Gundungaras ont apparemment été durement touchés par une épidémie de grippe en 1846-1847, épidémie qui a été particulièrement sévère. En 1848, on a estimé le nombre d'aborigènes vivant à Goulburn à 25.